# Anekdoten
Anekdoten — шведская арт, прогрессив рок-группа. Особенностями музыки группы является использование меллотрона, что придаёт ей причудливое и фантастичное звучание, и преобладание бас-гитары. Музыка Anekdoten связана с традициями прогрессивного рока 1970-х, особенно с King Crimson, но они также исполняли каверы песен групп Van Der Graaf Generator и Magma на своих концертах.
Anekdoten образовалась в 1990 году как кавер-группа King Crimson под названием King Edward. В первоначальный состав входили Никлас Баркер (Nicklas Barker, гитара, вокал), Ян Эрик Лилгестром (Jan Erik Liljeström, бас-гитара, вокал) и Питер Нординс (Peter Nordins, ударные). В 1991 году к группе присоединилась виолончелистка Анна Софи Далберг (Anna Sofi Dahlberg) и группа получила своё нынешнее название.

## Дискография
- Vemod (LP; сентябрь 1993; Virta). Записан совместно с Пером Вибергом (Per Wiberg) из группы Opeth на рояле.
- Nucleus (LP; декабрь 1995; Virta). Переиздан в 2004, перезаписан с добавлением дополнительной песни.
- Live EP (Концертный, EP; сентябрь 1997; Arcàngelo).
- Official Bootleg: Live in Japan (Концертный, бутлег; февраль 1998; Arcàngelo).
- From Within (LP; октябрь 1999; Virta).
- Gravity (LP; июнь 2003; Virta).
- Waking the Dead, Live in Japan (Концертный; 22 сентября 2005; Arcàngelo).
- A Time Of Day (LP, 2007).
- Chapters (LP, 2009, ретроспективный сборник, изданный на лейбле Kscope, подразделении английской Snapper Music). Двухдисковое издание. Включает в себя как известные песни группы, так и неизданные ранее. В записи принимал участие клавишник из Opeth — Пер Виберг.
- Until All The Ghosts Are Gone (2015).